# Regensburger Vertrag (1654)
Der Regensburger Vertrag von 1654 war ein Hausvertrag im landgräflichen Haus Hessen, der zwischen dem regierenden Landgrafen Wilhelm VI. von Hessen-Kassel und seinem Onkel Ernst I. von Hessen-Rheinfels aus der Nebenlinie Hessen-Rotenburg geschlossen wurde.  Ernst war 1652 zum römisch-katholischen Glauben übergetreten, und der Vertrag sollte die hessen-kasselschen Hoheitsrechte und Kirchengewalt in Ernsts Mediat-Landgrafschaft, der ehemaligen Niedergrafschaft Katzenelnbogen, sicherstellen.

## Vorgeschichte
Die Grafschaft Katzenelnbogen war 1479 an die Landgrafen von Hessen gefallen und ihre beiden geografisch voneinander getrennten Teile wurden 1567 zu den Kernlanden der durch Erbteilung im Haus Hessen neu geschaffenen Landgrafschaften Hessen-Darmstadt (um die die ehemalige Obergrafschaft Katzenelnbogen) und Hessen-Rheinfels (die ehemalige Niedergrafschaft).  Letztere endete schon 1583 und wurde zwischen Hessen-Kassel, das den Hauptteil erhielt, sowie Hessen-Darmstadt und Hessen-Marburg aufgeteilt.
Die nach dem Westfälischen Frieden 1648 an Hessen-Kassel zurückerstatteten Gebiete der ehemaligen Niedergrafschaft Katzenelnbogen wurden dem inzwischen mündig gewordenen jüngsten Sohn des verstorbenen Landgrafen Moritz von Hessen-Kassel (1572–1632) und dessen zweiter Frau Juliane von Nassau-Dillenburg (1587–1643), Ernst I. aus der Nebenlinie Hessen-Rotenburg übertragen, der damit die so genannte jüngere Linie Hessen-Rheinfels begründete.  Hessen-Kassel behielt jedoch reichsrechtlich die Landeshoheit.

## Regensburger Vertrag 1654
Als Landgraf Ernst am 6. Januar 1652 zum katholischen Glauben übertrat, ergaben sich Komplikationen hinsichtlich der kirchenrechtlichen Oberhoheit in seinem Herrschaftsbereich.  Der regierende Landgraf von Hessen-Kassel, Wilhelm VI., der Sohn von Ernsts Halbbruder Wilhelm V., war nicht bereit, die Kasseler Landeshoheit aushöhlen zu lassen, und zwang Ernst per Hausvertrag, das in der Niedergrafschaft etablierte lutherische und das vom Kasseler Fürstenhaus observierte und favorisierte reformierte Kirchenwesen in Hessen-Rheinfels unter Kasseler Oberaufsicht zu stellen.  Ernst wurde lediglich der Bau katholischer Kirchen in St. Goar, Nastätten und Langen-Schwalbach zugestanden.  Die katholischen Diözesanrechte in St. Goar und Nastätten lagen beim Erzbischof von Trier, die in Langen-Schwalbach beim Erzbischof von Mainz.

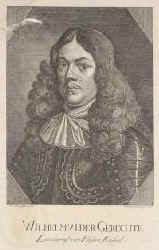
Wilhelm VI. von Hessen-Kassel

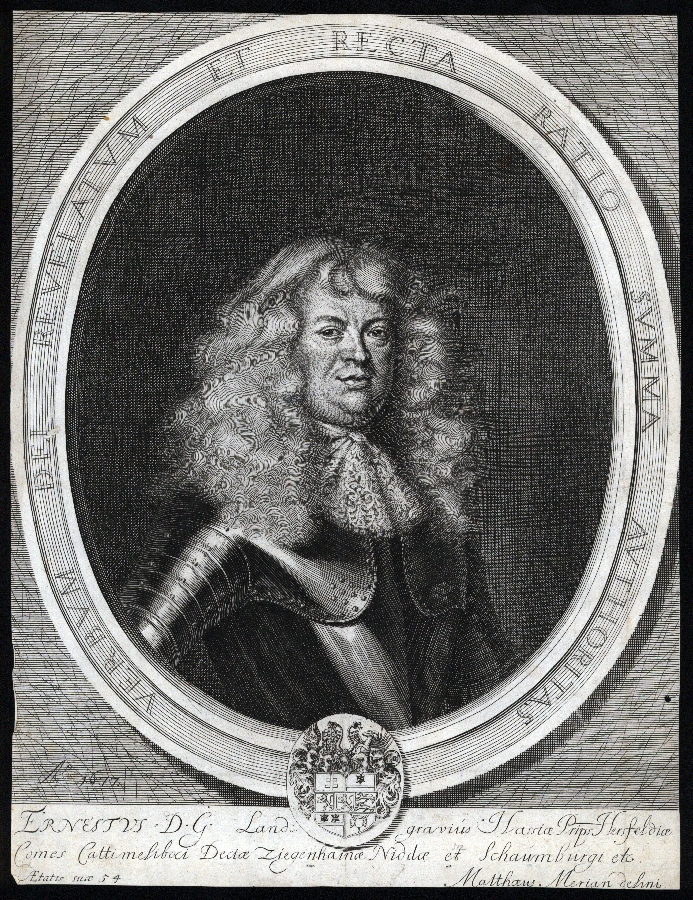
Ernst I. von Hessen-Rheinfels

Zur Überwachung und Durchsetzung der Kasseler Diözesanrechte über die lutherische und reformierte Kirche in Ernsts Teilgrafschaft wurde ab 1. Januar 1655 das Amt des „reformierten Reservatenkommissars“ mit Sitz in St. Goar geschaffen.  Der Reservatenkommissar amtierte als ständiger Kommissar des reformierten Konsistoriums von Kassel.  Seine Aufgabe war es, keine Ausdehnung des Katholizismus über die im Regensburger Vertrag festgelegten Vereinbarung hinaus zuzulassen; etwaige Versuche in dieser Richtung sollten im Verein mit dem lutherischen Superintendenten und dem reformierten Pfarrer zu St. Goar abgewendet werden.  Auch sollte er ungebührliches Verhalten der lutherischen Pfarrer und Schuldiener dem Superintendenten und, wenn dieser nicht einschritt, dem Konsistorium melden und die reformierten Pfarrer und Schuldiener in St. Goar beaufsichtigen.
Hessen-Kassel setzte später auch Reservatenkommissare für die anderen Teilgebiete der Rotenburger Quart ein, nachdem diese durch den Tod von Ernsts Brüdern Friedrich (1655) und Hermann (1658) an Ernst gefallen waren.